# Источноамеричка и њујоршка епархија
Источноамеричка и њујоршка епархија (рус. Восточно-Американская и Нью-Йоркская епархия; енгл. Eastern American Diocese) епархија је Руске православне заграничне цркве под јурисдикцијом Руске православне цркве.
Надлежни архијереј је господин Иларион, а сједиште епархије се налази у Њујорку.

## Историја
Епархија је основана 1964. године под називом Источноамеричка и њујоршка епархија. Од 1986. до 1998, носила је назив Њујоршка и источноамеричка, након чега јој је враћен првобитни назив.
Епархија има шест архијерејских намјесништава (рус. благочиный округ, енгл. deanery):
- Прво намјесништво;
- Друго намјесништво;
- Треће намјесништво;
- Четврто намјесништво;
- Пето намјесништво;
- Шесто намјесништво (енгл. Deanery of Washington and the South).

## Архијереји
- Виталије (Максименко) (1947-1959)
- Анастасије (Грибановски) (1959—1964)
- Филарет (Вознесенски) (31. мај 1964 — 21. новембар 1985);
- Виталије (Устинов) (22. јануар 1986 — 10. август 2001);
- Лавр (Шкурла) (2. октобар 2001 — 16. март 2008);
- Иларион (Капрал) (од 18. маја 2008).